# Liste des compagnies aériennes au Laos
Voici une liste des compagnies aériennes au Laos. 

## Compagnies aériennes régulières
| Compagnie aérienne | Image | IATA | OACI | Indicatif d'appel | Depuis | Remarques                               |
| ------------------ | ----- | ---- | ---- | ----------------- | ------ | --------------------------------------- |
| Lao Airlines       |       | QV   | LAO  | LAO               | 1976   | Renommée après Lao Aviation (1976-2004) |
| Lao Skyway         |       | LK   | LLL  | LAVIE             | 2002   | Renommée après Lao Air (2002-2014)      |

## Voir également
- Liste des anciennes compagnies aériennes du Laos
- Liste des compagnies aériennes
- Liste des anciennes compagnies aériennes d'Asie

- Liste des compagnies aériennes en Asie
- Liste des compagnies aériennes en Europe